# Antonín Zacpal
Antonín Zacpal (22. listopadu 1908 Praha – 1. srpna  1994 Praha) byl český herec.

## Život
V letech 1925 až 1929 hrál v Národním divadle v Ostravě (1925-1929). V letech 1929 až 1945 hrál v Praze, např. v Divadle Akropolis, v Novém divadle a v Uranii. Po 2. světové válce hrál v Karlových Varech (1945-1947), Teplicích (1947--1949), znovu v Karlových Varech (1949-1950), Kladně (1950-1956),  pražském libeňském Divadle S. K. Neumanna (1956-1959) a v letech 1959 až 1974 v karlovarském Divadle Vítězslava Nezvala. Příležitostně účinkoval i v rozhlase. Byl amatérským malířem.
Jeho dcera je Antonie Zacpalová, bývalá baletka Hudebního divadla v Karlíně. Jeho vnučkou je Dominika Gottová, dcera Karla Gotta.

### Působení ve filmu
Od roku 1939 hrál i ve filmech. Hrál např. lékaře v komedii Kristián režiséra Martina Friče nebo Anatola Jelena, pravého přednostu železniční stanice ve Svitákově komedii Přednosta stanice, ve které hrál po boku Vlasty Buriana.